# Throw-Up

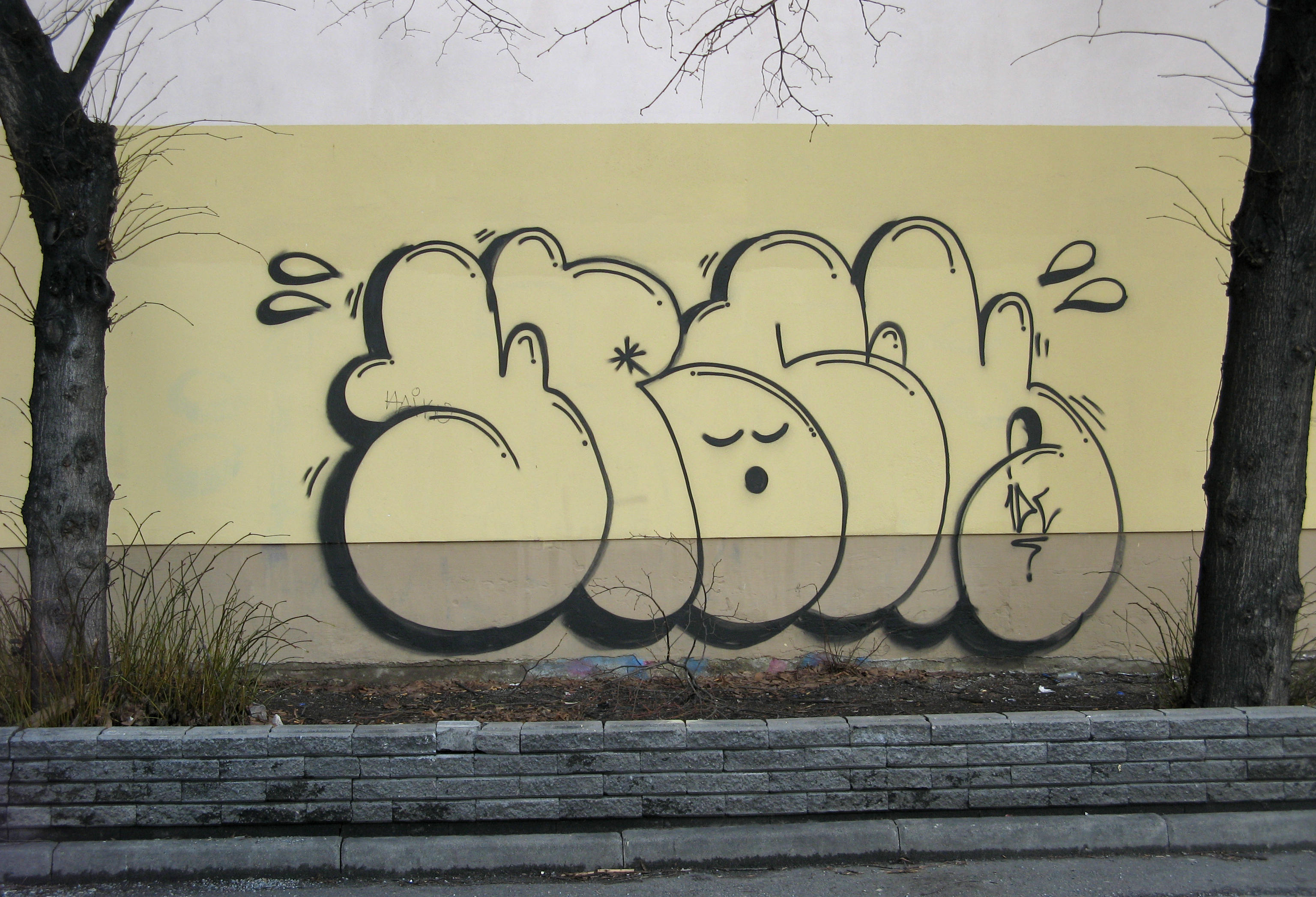
Un esempio di Throw-Up.

Nel mondo del graffitismo un Throw-Up è un pezzo realizzato con pochi colori e poco tempo. In genere assume una forma rotonda così da potere essere eseguito il più in fretta possibile, occupando maggior spazio. Il throw up viene spesso dipinto lì dove non sarebbe possibile realizzare un pezzo più complesso che richiederebbe molto tempo d'esecuzione.
Il throw up è arrivato poco dopo la nascita del writing, già dall'inizio spesso criticato dagli stessi writers, sovente infatti, l'estetica viene trascurata in questo tipo di realizzazioni (throw up in inglese, vomitare).